# 1536
| [ Edytuj tabelę ]              | |
| Król Polski                    | - 1507 Zygmunt I Stary 1548 - 1530 Zygmunt II August 1572 |
| Współksiążęta Andory           | - 1534 Francisco de Urríes 1551 - 1517 Henryk II 1555 |
| Król Anglii                    | - 1509 Henryk VIII 1547 |
| Władca Azteków                 | - 1530 Pablo Xochiquentzin 1536 - 1536 Diego Huanitzin 1541 |
| Elektor Brandenburgii          | - 1535 Joachim II Hektor 1571 |
| Książę Bawarii                 | - 1508 Wilhelm IV 1550 - 1516 Ludwik X 1545 |
| Sułtan Brunei                  | - 1521 Abdul Kahar 1575 |
| Cesarz Chin                    | - 1521 Jiajing 1566 |
| Król Czech                     | - 1526 Ferdynand I Habsburg 1564 |
| Król Danii                     | - 1534 Chrystian III 1559 |
| Dalajlama                      | - 1475 Gendun Gjaco 1541 |
| Cesarz Etiopii                 | - 1508 Lybne Dyngyl 1540 |
| Król Francji                   | - 1515 Franciszek I 1547 |
| Król Hiszpanii                 | - 1516 Karol I 1556 |
| Hrabia Holandii                | - 1515 Karol I Habsburg 1555 |
| Szach Iranu                    | - 1524 Tahmasp I 1576 |
| Państwo Wielkich Mogołów       | - 1530 Humajun 1540 |
| Władca Inków                   | - 1533 Manco Inca 1545 |
| Lord Irlandii                  | - 1509 Henryk VIII Tudor 1542 |
| Cesarz Japonii                 | - 1526 Go-Nara 1557 |
| Kalif                          | - 1520 Sulejman I 1566 |
| Patriarcha Konstantynopola     | - 1522 Jeremiasz I 1545 |
| Władca Korei                   | - 1506 Chungjong 1544 |
| Wielki książę litewski         | - 1506 Zygmunt I Stary 1548 - 1530 Zygmunt August 1569 |
| Sułtan Maroka                  | - 1524 Abu al-Abbas Ahmad 1545 |
| Senior Monako                  | - 1532 Honoriusz I 1581 |
| Wielki książę moskiewski       | - 1533 Iwan IV Groźny 1547 |
| Król Nawarry                   | - 1516 Henryk II 1555 |
| Król Norwegii                  | - 1534 Chrystian III 1559 |
| Sułtan Omanu                   | - 1529 Bakarat ibn Muhammad 1560 |
| Elektor Palatynatu             | - 1508 Ludwik V 1544 |
| Papież                         | - 1534 Paweł III 1549 |
| Król Portugalii                | - 1521 Jan III 1557 |
| Książę w Prusach               | - 1525 Albrecht 1568 |
| Cesarz Rzymski (niemiecki)     | - 1519 Karol V Habsburg 1558 |
| Kapitanowie Regenci San Marino | - 1535 Innocenzo di Menetto Bonelli Giacomo di Evangelista Belluzzi 1536 - 1536 Melchiorre di Francesco Belluzzi Sammaritano di Andrea Tini 1536 - 1536 Bartolo di Simone Belluzzi Pier Leone di Fabrizio Corbelli 1537 |
| Elektor Saksonii               | - 1532 Jan Fryderyk I 1547 |
| Król Szkocji                   | - 1513 Jakub V 1542 |
| Król Szwecji                   | - 1521 Gustaw I Waza 1560 |
| Król Tajlandii                 | - 1534 Chaiya Racha Thirat 1546 |
| Sułtan Turków                  | - 1520 Sulejman Wspaniały 1566 |
| Doża Wenecji                   | - 1523 Andrea Gritti 1538 |
| Król Węgier                    | - 1526 Ferdynand I 1564 - 1526 Jan Zápolya 1540 |

Rok 1536 / MDXXXVI
stulecia: XV wiek ~
XVI wiek ~
XVII wiek

lata: 1526 «
1531 «
1532 «
1533 «
1534 «
1535 «
1536
» 1537
» 1538
» 1539
» 1540
» 1541
» 1546

## Wydarzenia w Polsce
- 11 listopada – w Krakowie rozpoczął obrady sejm[1].
- Trwała wojna polsko-moskiewska.
- Krakowski drukarz Hieronim Wietor został uwięziony z powodu sprowadzania i kolportażu książek sprzecznych z doktryną katolicką[2].

## Wydarzenia na świecie
- 2 lutego – hiszpański odkrywca Pedro de Mendoza założył miasto Buenos Aires.
- 18 lutego – w Konstantynopolu Imperium Osmańskie i Francja zawarły sojusz antyhiszpański (traktat między Sulejmanem a Franciszkiem Walezjuszem).
- 25 lutego – na stosie spłonął tyrolski anabaptysta Jakub Hutter, założyciel huterytów.
- 2 maja – Anna Boleyn, druga żona króla Anglii Henryka VIII Tudora, została aresztowana i osadzona w Tower of London.
- 6 maja – Inkowie pod wodzą dotychczasowego marionetkowego króla Manco Inca rozpoczęli oblężenie hiszpańskiego garnizonu w Cuzco.
- 15 maja – Anna Boleyn, druga żona króla Anglii Henryka VIII Tudora, została skazana na śmierć przez ścięcie.
- 19 maja – ścięto Annę Boleyn, drugą żonę króla Anglii Henryka VIII Tudora, nieuczciwie oskarżoną m.in. o romans ze śpiewakiem Markiem Smeatonem,
- 30 maja – król Anglii Henryk VIII Tudor poślubił Jane Seymour.
- 25 lipca – założono miasto Cali w Kolumbii.
- 1 października – rozpoczęła się dysputa lozańska.
- 13 października - rozpoczęła się Pielgrzymka Łaski - rewolta na północy Anglii związana z niezadowoleniem ludności ze schizmy anglikańskiej oraz rabowania i niszczenia klasztorów przez komisarzy Henryka VIII

- Ukazało się dzieło Kalwina Institutio Religionis Christianae (Ustanowienie religii chrześcijańskiej).
- Jan Sturm utworzył gimnazjum humanistyczne w Strasburgu.
- Powstała Kompania Afrykańska.
- Dania przyjęła luteranizm.

## Zdarzenia astronomiczne
- 18 czerwca –częściowe zaćmienie Słońca[3].

## Urodzili się
- 2 lutego – Piotr Skarga, kaznodzieja polski (zm. 1612)
- 24 lutego – Hipolit Aldobrandini, późniejszy papież Klemens VIII (zm. 1605)
- 6 października – Santi di Tito, włoski malarz i architekt (zm. 1603)

## Zmarli
- 25 lutego – Jakub Hutter, tyrolski anabaptysta, założyciel i lider huterytów (ur. ?)
- 12 lipca – Erazm z Rotterdamu, myśliciel holenderski (ur. 1467)
- 7 stycznia – Katarzyna Aragońska, pierwsza żona Henryka VIII (ur. 1485)
- 19 maja – Anna Boleyn, druga żona Henryka VIII, króla Anglii, przez ścięcie (ur. 1507)